# 2009-es vívó-világbajnokság
A 2009-es vívó-világbajnokságot 2009. szeptember 30. és október 8. között rendezték meg a törökországi Antalyában.

## Eredmények

### Férfiak

#### Tőr, egyéni
| Hely | Név            | Ország |
| ---- | -------------- | ------ |
| 1    | Andrea Baldini | ITA    |
| 2    | Csu Csün       | CHN    |
| 3    | Artyom Szedov  | RUS    |
|      | Peter Joppich  | GER    |

2009. október 3.

#### Tőr, csapat
| Hely | Név                                                                      | Ország |
| ---- | ------------------------------------------------------------------------ | ------ |
| 1    | Andrea Baldini, Stefano Barrera, Andrea Cassarà, Simone Vanni            | ITA    |
| 2    | Sebastian Bachmann, Dominik Behr, Peter Joppich, Benjamin Kleibrink      | GER    |
| 3    | Renal Ganyejev, Alekszej Hovanszkij, Artyom Szedov, Alekszandr Sztukalin | RUS    |

2009. október 6.

#### Párbajtőr, egyéni
| Hely | Név               | Ország |
| ---- | ----------------- | ------ |
| 1    | Anton Avgyejev    | RUS    |
| 2    | Matteo Tagliariol | ITA    |
| 3    | José Luis Abajo   | ESP    |
|      | Jérôme Jeannet    | FRA    |

2009. október 4.

#### Párbajtőr, csapat
| Hely | Név                                                                       | Ország |
| ---- | ------------------------------------------------------------------------- | ------ |
| 1    | Gauthier Grumier, Jérôme Jeannet, Jean-Michel Lucenay, Ulrich Robeiri     | FRA    |
| 2    | Boczkó Gábor, Imre Géza Rédli András, Somfai Péter                        | HUN    |
| 3    | Krzysztof Mikołajczak, Tomasz Motyka, Adam Wiercioch, Radosław Zawrotniak | POL    |

2009 október 7.

#### Kard, egyéni
| Hely | Név              | Ország |
| ---- | ---------------- | ------ |
| 1    | Nicolas Limbach  | GER    |
| 2    | Rareș Dumitrescu | ROU    |
| 3    | Luigi Tarantino  | ITA    |
|      | Decsi Tamás      | HUN    |

2009. október 5. 

#### Kard, csapat
| Hely | Név                                                                   | Ország |
| ---- | --------------------------------------------------------------------- | ------ |
| 1    | Tiberiu Dolniceanu, Rareș Dumitrescu, Cosmin Hănceanu, Florin Zalomir | ROU    |
| 2    | Aldo Montano, Diego Occhiuzzi, Giampero Pastore, Luigi Tarantino      | ITA    |
| 3    | Decsi Tamás, Iliász Nikolász, Lontay Balázs, Szilágyi Áron            | HUN    |

2009. október 8.

### Nők

#### Tőr, egyéni
| Hely | Név                | Ország |
| ---- | ------------------ | ------ |
| 1    | Ajda Sanajeva      | RUS    |
| 2    | Jeon Hi-suk        | KOR    |
| 3    | Elisa Di Francisca | ITA    |
|      | Arianna Errigo     | ITA    |

2009. október 4.

#### Tőr, csapat
| Hely | Név                                                                         | Ország |
| ---- | --------------------------------------------------------------------------- | ------ |
| 1    | Elisa Di Francisca, Arianna Errigo, Margherita Granbassi, Valentina Vezzali | ITA    |
| 2    | Julia Birjukova, Kamilla Gafurzjanova, Larisza Korobejnikova, Ajda Sanajeva | RUS    |
| 3    | Maria Bartkowski, Carolin Golubytskyi, Anja Schache, Katja Wächter          | GER    |

2009. október 7.

#### Párbajtőr, egyéni
| Hely | Név                | Ország |
| ---- | ------------------ | ------ |
| 1    | Ljubov Sutova      | RUS    |
| 2    | Sherraine Schalm   | CAN    |
| 3    | Anfisza Pocskalova | UKR    |
|      | Sonja Tol          | NED    |

2009. október 5.

#### Párbajtőr, csapat
| Hely | Név                                                                                   | Ország |
| ---- | ------------------------------------------------------------------------------------- | ------ |
| 1    | Cristiana Cascioli, Bianca Del Carretto, Nathalie Moellhausen, Francesca Quondamcarlo | ITA    |
| 2    | Malgorzata Bereza, Danuta Dmowska-Andrzejuk, Ewa Nelip, Magdalena Piekarska           | POL    |
| 3    | Imke Duplitzer, Britta Heidemann, Marijana Marković, Monika Sozanska                  | GER    |

2009. október 8.

#### Kard, egyéni
| Hely | Név            | Ország |
| ---- | -------------- | ------ |
| 1    | Mariel Zagunis | USA    |
| 2    | Olga Karlan    | UKR    |
| 3    | Carole Vergne  | FRA    |
|      | Nagy Orsolya   | HUN    |

2009. október 3.

#### Kard, csapat
| Hely | Név                                                         | Ország |
| ---- | ----------------------------------------------------------- | ------ |
| 1    | Olga Harlan, Olena Komrova, Galina Pundik, Olga Zovnir      | UKR    |
| 2    | Cecilia Berder, Solenne Mary, Leonore Perrus, Carole Vergne | FRA    |
| 3    | Bao Jingjing, Csen Csiaodong, Li Fej, Ni Hong               | CHN    |

2009. október 6.

## Éremtáblázat
| Hely | Ország | Arany | Ezüst | Bronz | Összesen |
| ---- | ------ | ----- | ----- | ----- | -------- |
| 1    | ITA    | 4     | 2     | 3     | 9        |
| 2    | RUS    | 3     | 1     | 2     | 6        |
| 3    | GER    | 1     | 1     | 3     | 5        |
| 4    | FRA    | 1     | 1     | 2     | 4        |
| 5    | UKR    | 1     | 1     | 1     | 3        |
| 6    | ROU    | 1     | 1     | –     | 2        |
| 7    | USA    | 1     | –     | –     | 1        |
| 8    | HUN    | –     | 1     | 3     | 4        |
| 9    | CHN    | –     | 1     | 1     | 2        |
|      | POL    | –     | 1     | 1     | 2        |
| 11   | CAN    | –     | 1     | –     | 1        |
|      | KOR    | –     | 1     | –     | 1        |
| 13   | NED    | –     | –     | 1     | 1        |
|      | ESP    | –     | –     | 1     | 1        |

Az egyéni számokban nem vívtak a harmadik helyért, ezért két bronzérmet osztottak ki számonként.